# Філіпп Крістанваль
Філі́пп Крістанва́ль (фр. Philippe Christanval, нар. 31 серпня 1978, Париж) — французький футболіст, що грав на позиції захисника.
Виступав, зокрема, за клуби «Монако», «Барселона» та «Марсель», а також національну збірну Франції.
Чемпіон Франції. Володар Суперкубка Франції. 

## Клубна кар'єра
Народився 31 серпня 1978 року в місті Париж. Вихованець юнацьких команд футбольних клубів «ІНФ Клерфонтен» та «Монако».
У дорослому футболі дебютував 1999 року виступами за команду клубу «Монако», в якій провів два сезони, взявши участь у 81 матчі чемпіонату. Більшість часу, проведеного у складі «Монако», був основним гравцем захисту команди.
Своєю грою за цю команду привернув увагу представників тренерського штабу клубу «Барселона», до складу якого приєднався 2001 року. Відіграв за каталонський клуб наступні два сезони своєї ігрової кар'єри.
У 2003 році уклав контракт з клубом «Марсель», у складі якого провів наступні два роки своєї кар'єри гравця. 
Завершив професійну ігрову кар'єру у клубі «Фулгем», за команду якого виступав протягом 2005—2008 років.

## Виступи за збірні
У 1997 році залучався до складу молодіжної збірної Франції.
У 2000 році дебютував в офіційних матчах у складі національної збірної Франції. Протягом кар'єри у національній команді, яка тривала 4 роки, провів у формі головної команди країни лише 6 матчів.
У складі збірної був учасником чемпіонату світу 2002 року в Японії і Південній Кореї.

## Титули і досягнення

### Командні
- Чемпіон Франції (1):

«Монако»: 1999–2000
- Володар Суперкубка Франції (1):

«Монако»: 2000